# حبس تعلیقی
حبس تعلیقی نوعی حبس و مجازات تعلیقی است که شخص به آن محکوم می‌شود اما به تعلیق درآمده و اجرا نمی‌شود.

## ایران
طبق ماده ۲۵ قانون مجازات اسلامی جمهوری اسلامی ایران، حاکم می‌تواند با وجود شرایط مقرر در این قانون، هرگونه حبسی را همچون حبس بازدارنده و حبس تعزیری را معلق نماید که به‌آن حبس تعلیقی گفته می‌شود.
طبق این ماده از قانون اساسی جمهوری اسلامی ایران، در زمان صدور حکم هرگونه حبس از سوی حاکم (حبس بازدارنده و حبس تعزیری) در صورتی که ضمن صدور این احکام حاکم مقرر دارد که به‌عنوان مثال اگر محکوم در مدت معینی مرتکب جرم نشود، محکومیت وی لغو خواهد شد و در غیر این‌صورت حبس تعلیق شده وی در مورد او اجرا خواهد شد.